# Neue Viehzucht
Neue Viehzucht war eine anarchistische Zeitschrift, herausgegeben von Stefan Blankertz im Verlag „Büchse der Pandora“ von 1970 bis  1977.

## Geschichte
Die Neue Viehzucht erschien in der Hochphase der subkulturellen Alternativpresse, auch bekannt unter der Bezeichnung Gegenöffentlichkeit. Das Spektrum der Alternativpresse reichte von den unterschiedlichsten literarischen, spirituellen bis zu politischen Publikationen die, wie der Beatnik-Autor William S. Burroughs schrieb: „Die Untergrundpresse das einzige wirksame Gegenmittel gegen die wachsende Macht und den immer raffinierteren Techniken, die von den etablierten Massenmedien eingesetzt werden, um Informationen, Bücher und Entdeckungen, die den Interessen des Establishments abträglich sein könnten, zu verfälschen, zu verdrehen, aus dem Zusammenhang zu reißen, rundheraus lächerlich zu machen oder ganz einfach zu ignorieren und unter den Teppich zu kehren“.
Im November 1970 erschien die erste Ausgabe von die „Neue Viehzucht“ mit dem Untertitel „Landwirtschaft dient allen“. Sie verstand sich als anarchistische Zeitschrift, die sich an Errico Malatesta orientierte und Stellung bezog gegen jede Form von Herrschaft sowie für die Selbstbestimmung aller Menschen eintrat. Das sich die „Neue Viehzucht“ als Teil der Alternativpresse beziehungsweise des Neo-Anarchismus begriff, geht aus einem in 1976 erschienen „Informations-Werbeblatt“ hervor, in dem es hieß:
„Die internationale Jugendrevolte hat – trotz all ihrer Verdienste – gezeigt (...), daß ein einseitiges Vertrauen auf direkte spontane Aktionen zum Zusammenbruch der freiheitlichen Bewegung führt“. Mit der Veröffentlichung von unter anderem Diskussionsbeiträgen und Analysen sollte nach dem Selbstverständnis der Herausgeber ein Versuch stattfinden den anarchistischen Gruppen zu helfen „ein ernstzunehmender Faktor in der Gesellschaft zu werden“.

Das Anliegen der Zeitschrift beschränkte sich darauf, anarchistisches Gedankengut schlechthin zu verbreiten, unter anderem mit Berichten über Aktionen, Initiativen, Meldungen und Nachrichten. So erschienen Einzeltitel „Zur Schülerwahl 1974“, „Gegen die Anarchistenhetze“ (1975) und „Gehorsam ist der größte Multiplikator von Unheil“ (1975). Veröffentlicht wurden Artikel von Paul Goodman, Bernd Kramer, Richard Murray, Louise Berneri, Theo Hardtmann, Helge Härle und anderen.
Nachfolger von die „Neue Viehzucht“ war ein Almanach, ebenfalls von Stefan Blankertz herausgegeben, mit dem Titel Auf dem Misthaufen der Geschichte. Mit zwei Ausgaben erschienen, 1978 und 1980, wurden historische Analysen und theoretische Diskussionen publiziert: Zur Geschichte der Neuen Linken, zur anarchosyndikalistischen Landarbeiteragitation, Anarchismus und Einheit und Betrachtungen zu Gustav Landauer.

1975 erschien bereits unter dem gleichen Titel ein Heft mit Veröffentlichungen von Artikeln aus dem 5. Jahrgang von die „Neue Viehzucht“ mit einer Einleitung von S. Blankertz. So unter anderem „Revolution und Bürgerkrieg in Spanien 1936“, „Wider das Gefängnis“ von P. Goodmann, und „Quasi Anarchismus in den Anfängen der USA: Thomas Jefferson“. Des Weiteren Artikel von Sebastian Faure, Emmanuel Goldstein, Ulrich Linse, Jessica Blankertz, Friedrich Nietzsche, Colin Ward und anderen.

## Weiterführende Literatur
- Stefan Blankertz (Hrsg.): Auf dem Misthaufen der Geschichte. Almanach. Verlag Büchse der Pandora, Wetzlar 1978 (Nr. 1) ISBN 3-88178-026-2 und 1980 (Nr. 2).